# 下加利福尼亚共和国
下加利福尼亚共和国（英語：Republic of Baja California）是1853年—1854年美国雇佣军首领威廉·沃克尝试建立的国家。沃克未能从亚利桑那州入侵墨西哥索诺拉州后，转而宣称要占领该地区。这一企图得到了部分美国富商的支持以及美国政府的默许。
1853年11月，沃克带领约200人前往拉巴斯，占领了当地的政治首脑，并宣布下加利福尼亚共和国独立。然而，这个国家从未获得承认，也从未真正存在过，因为沃克既未完全控制该半岛，也未获得当地民众的支持。他遭到墨西哥军队和民众的抵抗，其中包括由安东尼奥·玛丽亚·梅伦德雷斯领导的一支民兵队伍。尽管被驱逐出恩塞纳达，并遭遇美军士兵的兵变，沃克仍自封为“索诺拉共和国总统”，声称该国包括下加利福尼亚。然而，这一共和国同样既不存在于事实中，也没有获得任何承认。实际上，沃克直到1854年才进入索诺拉，在受到美国海军施压后不得不逃回墨西哥恩塞纳达。
在梅伦德雷斯持续的袭扰以及更多部队的逃离下，沃克和其雇佣军残部最终在圣迭戈向美军投降。他被带上法庭审判，法官裁定他违反了美国与墨西哥在1847年美墨战争后签署的《中立法》。然而，陪审团最终判他无罪释放。